# HMS Bellerophon (1786)
Za druge ladje glejte HMS Bellerophon.

Vojne ladje (razen podmornice). Za razširitev izberite "Razširi".
HMS Bellerophon je bila linijska ladja Kraljeve vojne mornarice.
Splovljena je bila 6. oktobra 1786 s 74 topovi.
Sodelovala je v bitkah: na Nilu in  pri Trafalgarju.
Pozneje je postala zaporniška ladja. Leta 1824 je bila preimenovana v Captivity (slovensko- ujetništvo). 
12. januarja 1836 je bila prodana in zatem razrezana.